# Даниел О'Конъл
Да̀ниел О'Конъл (на английски: Daniel O'Connell; на ирландски: Dónall Ó Conaill) е ирландски политик и национален водач от първата половина на XIX век. Ръководи движението за права на католиците. Основател на Католическото сдружение и Сдружението за отмяна на закона за съюза. Депутат в британския парламент (1828 – 1830, 1832 – 1836, 1837 – 1847), кмет на Дъблин (1841 – 1842).